# Lâ-Todin
La-Todin là một tổng thuộc  tỉnh Passoré ở bắc trung bộ  Burkina Faso. Thủ phủ là thị xã La-Todin.

## Các thị xã và làng xã
Baribsi, Bissiga, Gogho, Kalamtogo, Kingria, Kollo, Loungo, Minissia, Nimpouy, Pendogo, Ramessoum, Sissamba, Sougbini, Titon và Veh.